# Pseudopanthera maculata
Pseudopanthera maculata là một loài bướm đêm trong họ Geometridae.